# Manuel Patrício de Bastos
Manuel Patrício de Bastos (Lisboa, c.1800 – 29 de Julho de 1856) foi um compositor e organista português, filho de Manuel José de Bastos e de Rosa Joaquina da Silva. Entrou para o Seminário da Patriarcal onde completou os estudos musicais. Em 1825 era organista supranumerário da basílica de Santa Maria Maior, que então estava separada da Patriarcal. Pouco tempo depois foi organista efectivo, lugar que ocupou até morrer. Foi casado com D. Maria das Dores de Mello. Morreu em Lisboa em 29 de Julho de 1856. Era irmão do também organista Padre José Maria de Bastos.